# 모스크바 증권거래소
모스크바 증권거래소 또는 모스크바 거래소(러시아어: ПАО Моско́вская би́ржа, 영어: Moscow Exchange, MOEX)는 2011년 12월에 설립된, 러시아 최대의 증권거래소이다.
모스크바 증권거래소의 주식은 MOEX로 상장되어 있다. 2016년 4월 현재 약 57%의 지분이 유동성이며, 다음과 같은 지분이 보유되고 있다. 러시아 중앙은행(11.75%), 스베르방크(9.9%), VEB.RF(8.4%), 유럽 부흥 개발 은행(EBRD)(6.1%) 등이 뒤를 이었다.

## 연혁
모스크바 증권거래소는 2011년 12월 19일 모스크바 인터뱅크 외환거래소(MICEX)와 러시아 무역시스템(RTS)이라는 두 개의 최대 규모의 거래소가 합병하여 설립되었으며, 따라서 "모스크바 거래소 MICEX-RTS"라는 명칭이 생겼다. 두 기관 모두 1990년대에 결성되었으며, MICEX지수, RTS지수 등과 함께 20년 동안 러시아를 대표하는 거래소였다. 이 합병으로 모스크바를 국제 금융 중심지로 만들려는 러시아의 계획이 진전되었다.
모스크바 증권거래소는 2013년 2월 15일 150억 루블(약 5억 달러)을 조달하며 기업공개(IPO)를 완료했다. 당시 모스크바에서 독점적으로 열린 사상 최대 규모의 기업공개(IPO)는 2배 이상 초과 가입이 이뤄졌고 전 세계 기관투자자들의 수요를 끌어모았다. 거래소의 주식은 2013년 11월 26일 기준으로 MSCI 러시아 지수에 포함되어 있다.

## 같이 보기
- 모스크바 국제 비즈니스 센터